# 井上松本因碩
井上松本因碩（いのうえ まつもといんせき、天保2年（1831年） - 明治24年（1891年））は、江戸時代、明治時代の囲碁棋士で、家元井上家の十三世井上因碩。本名は松本錦四郎。林柏栄門入門下、七段。

## 経歴
総州葛飾郡に生まれ、幼時から碁を学ぶ。旗本太田運八郎の近習となり、17、8歳の頃に太田が山田奉行となって山田にいる時に、遊歴中の本因坊秀和に三子で勝利。江戸に出てから久世大和守広周の紹介で林家の門人として修行した。嘉永3年(1850年)に十二世井上節山因碩が変事により退隠し、後継者を予定されていた服部正徹が遊歴中であったことから、錦四郎の旧主君である老中久世広周により急遽井上家を継ぐこととなり、十三世井上因碩となる。同年に四段で御城碁にも初出仕し、本因坊秀和に先番2目負。
安政6年(1859年)に本因坊秀和が名人碁所就位を出願するが、因碩は井上家先々代井上幻庵因碩の名人就位が秀和に阻まれた因縁から、安井門下の阪口仙得とともに久世大和守を通して寺社奉行に異議を申し立て、幕府は多忙を理由に秀和の願いを却下した。秀和と因碩は文久元年(1861年)の御城碁で対局、秀和との御城碁は過去2連敗していたが、この時には因碩が一世一代の傑作と言われる中盤以降の打ち回しで先番1目勝ちを収める。この一局により秀和は名人就位を断念することになり、「幻庵乗り移りの一局」と呼ばれる。秀和の弟子の秀策は、師の技ならば片手打ちにても勝つべき相手と述べるほどに悔しがったという。
元治元年(1864年)に秀和は村瀬秀甫を七段に進めようとしたが、因碩はこれに異議を唱えて争碁を打つが、秀甫3連勝して昇段となった。明治元年(1868年)に林秀栄が四段昇段を推薦された際には、門下の小林鉄次郎との争碁を申し込むが、受け入れられなかった。

### 維新後
明治維新時に井上家に縁のある細川家より300石格として国元への招きがあったが、これを断り江戸に残る。明治2年に中川亀三郎らによる六人会が結成されると、因碩の弟子の小林鉄次郎もこれに参加。続いて明治12年に方円社が結成されると、他の家元とともに参加し、小林鉄次郎も幹事を務める。しかし同年、方円社の方針と対立して本因坊秀元、安井算英、林秀栄とともに脱退、他家とともに門下の方円社員の段位を剥奪する。ただし小林鉄次郎はそのまま方円社に残って運営に尽力し、後には副社長も勤めた。
明治15年、通例を破って他家の了解を得ずに七段昇段を発表。明治24年に神戸にて客死。跡目を定めていなかったが、幻庵の弟子だった大塚亀太郎が関西の有志に推されて井上家を継ぎ、十四世井上因碩となった。この後、井上家は関西に在することになる。また錦四郎の後援者には江藤新平がいた。

## 戦績
御城碁の成績
- 嘉永3年(1850年) 先番2目負 本因坊秀和、先番3目勝 阪口仙得
- 嘉永4年(1851年) 先番1目負 伊藤松和、先番3目勝 林柏栄門入
- 嘉永5年(1852年) 先番2目負 本因坊秀策、先番中押勝 林元美
- 嘉永6年(1853年) 先番5目勝 安井算知 (俊哲)
- 安政元年(1854年) 先番中押負 本因坊秀策
- 安政3年(1856年) 先番7目負 阪口仙得
- 安政5年(1858年) 先番6目負 本因坊秀和
- 文久元年(1861年) 先番1目勝 本因坊秀和